# Alberto Radius
Alberto Radius (Roma, 1º giugno 1942 – San Colombano al Lambro, 16 febbraio 2023) è stato un chitarrista, cantante e produttore discografico italiano.

## Biografia

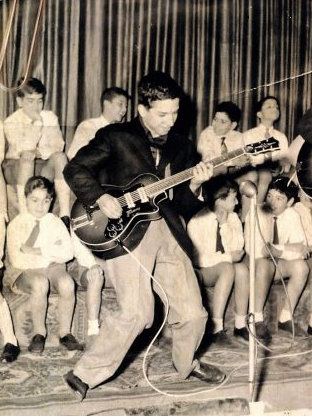
Un giovanissimo Alberto Radius in un'esibizione alla chitarra

Figlio di Carlo Radius (fratello del giornalista, romanziere e saggista Emilio Radius) inizia la carriera verso la fine degli anni cinquanta con i White Booster, una band con cui si esibiva nelle sale da ballo. In seguito fa parte per due anni dell'orchestra di Mario Perrone.
Dopo una pausa per prestare il servizio militare inizia a esibirsi nei club di varie città italiane insieme ai due fratelli Gigi e Franco Campanino, con i Campanino complesso che apre nel 1965 alcune serate dell'Equipe 84.
Si trasferisce quindi a Milano, dove suona con gli inglesi Simon & Pennies per passare poco dopo con Quelli (la band che successivamente diverrà la PFM Premiata Forneria Marconi) dove è stato chiamato per sostituire Franco Mussida impegnato a svolgere il servizio di leva. Con questo complesso Radius incide le prime canzoni e sviluppa un suo personale modo di suonare la chitarra.
Radius, con il rientro di Mussida, lascia la formazione e, su suggerimento dell'impresario Franco Mamone, insieme con Tony Cicco e Gabriele Lorenzi fonda il complesso Formula 3. Successivamente, dopo l'incontro con Lucio Battisti, il complesso dei F3 debutta con l'etichetta appena fondata dal cantautore, la Numero Uno, incidendo un brano dello stesso Battisti, Questo folle sentimento, che si piazza al quinto posto della classifica dei dischi singoli più venduti in Italia.
Il primo album Dies irae è del 1970 ed è proprio il suono della chitarra di Radius a costituire la trama dell'album. Pur continuando a lavorare e a riscuotere successi con la band, Radius due anni dopo incide il primo album da solista, Radius, alla registrazione del quale contribuiscono alcuni celebri strumentisti della musica rock italiana degli anni settanta tra cui Demetrio Stratos, Giulio Capiozzo, Patrick Djivas (che poco dopo daranno vita agli Area) Franz Di Cioccio e Giorgio Piazza della Premiata Forneria Marconi, Gianni Dall'Aglio e Vince Tempera.
Nel 1974, dopo lo scioglimento dei Formula 3, Radius - insieme a Mario Lavezzi (ex Camaleonti e Flora Fauna & Cemento) Vince Tempera, Gianni Dall'Aglio (ex Ribelli) Bob Callero e all'altro ex Formula 3 Gabriele Lorenzi - fonda una nuova band, Il Volo, che incide due album e che si caratterizza per certe sonorità mediterranee.
Dopo lo scioglimento del complesso Il Volo, nel 1976, Radius incide il suo secondo album solista, Che cosa sei, che segna una svolta musicale nella sua carriera.
L'anno successivo esce il suo album di maggior successo, Carta straccia, grazie soprattutto a Nel ghetto, intenso brano rock che anni dopo verrà reinterpretato dai Fratelli di Soledad e dai Gene Reparto Corse. In contemporanea comincia un'intensa carriera di session man che lo vede al fianco dei maggiori cantanti italiani, tra cui Lucio Battisti, Mino Di Martino, Marcella Bella, Goran Kuzminac, Pierangelo Bertoli, Cristiano Malgioglio, Franco Battiato e dei vari artisti con cui ha lavorato il cantautore siciliano in quel periodo: Alice, Milva, Sibilla, Giusto Pio e Giuni Russo, di cui a volte è stato anche produttore. Nel 1978 apre lo Studio Radius, in cui inciderà i suoi album successivi.
Nel 1986 costituisce i Cantautores, band con cui partecipa a varie trasmissioni televisive di revival musicale e con cui incide due album (Cantautores e La terra siamo noi) in cui convivono vecchi successi e nuovi brani. Nello stesso anno suona la chitarra nella sigla del cartone Holly e Benji due fuoriclasse cantata da Paolo Picutti, in collaborazione con Gigi Cappellotto al basso, Alfredo Golino alla batteria, Francesco Mincone e con il coro dei Piccoli Cantori di Milano.
Nel 1987 collabora con Mina col brano "Tu vuoi lei", di cui firma la musica con testo di Oscar Avogadro. L'arrangiamento e chitarre sono di Alberto Radius. Il brano è inserito nell’album Rane Supreme vol. 2, album che sarà premiato con una Targa Tenco.
A cavallo tra gli anni ottanta e novanta partecipa al programma televisivo di Italia 1 Una rotonda sul mare, condotto da Red Ronnie, nella prima edizione come leader e lead guitarist per accompagnare i cantanti in gara e nella seconda edizione nella duplice veste di accompagnatore e di partecipante alla gara come membro del suo vecchio complesso Formula 3.
Nel 1993 riarrangia, insieme a Stefano Previsti, i successi di Franco Simone nell'album (in lingua spagnola per il mercato latino-americano) La ley de l'alma y de la piel e nell'antologia Venti d'amore del 1995.
Nel 1998 cura gli arrangiamenti dell'album in spagnolo di Fiordaliso pubblicato con il titolo Como te amarè mentre in Italia prende il titolo di Come si fa dal singolo omonimo. Nello stesso anno arrangia le sigle televisive per le serie d’animazione di City Hunter, Patlabor e Magic Knight Rayearth cantate da Stefano Bersola
Nel 2007, insieme a Oscar Avogadro, scrive la musica del brano Musica e parole con il quale la cantante Loredana Bertè (autrice del testo) partecipa l'anno seguente al 58º Festival di Sanremo. Il brano determina la squalifica della cantante dalla gara, dopo la sua esibizione durante la seconda serata, in quanto la canzone si scopre essere una variante, con testo e arrangiamenti diversi, di un precedente brano scritto dagli stessi Radius e Avogadro. La parte musicale, infatti, era stata già composta nel 1980 e, con un altro testo, interpretata una prima volta, nel 1987, con il titolo Solo tu, dai Los Angeles T.F. e una seconda volta, l'anno successivo, con il titolo L'ultimo segreto dalla cantante Ornella Ventura. Solo questa seconda versione fu effettivamente incisa e depositata alla SIAE e pubblicata nello stesso anno nell'album Sesto senso di Ornella Ventura dall'etichetta discografica NAR International.
Gli ultimi lavori discografici sono Banca d'Italia del 2013, CD/LP pubblicato da Videoradio e prodotto da Beppe Aleo, che è l'ultimo disco con i testi scritti da Oscar Avogadro prima della sua morte (e firmati per motivi legali dalla moglie dell'autore, Laura Pertusi) e ...una sera con Lucio del 2015, sempre pubblicato da Videoradio e prodotto da Beppe Aleo. Nel 2017 esce Antichi amori della PLAYaudio che comprende oltre i 10 suoi nuovi brani, 4 pezzi di Lucio Battisti e gli ultimi 4 suoi revival. Tra gli inediti, "1000 Lacrime".
Dal 2017 inizia un nuovo progetto con una nuova formazione, "Alberto Radius e la sua FORMULA 3", con Viki Ferrara (Voce e batteria) Dario Polerani (Basso e voci) e Roberto Capuano (Tastiere e voci).
Sale sul palco del Teatro Ariston in occasione della terza serata del Festival di Sanremo 2021 durante la quale i partecipanti interpretano la cover di una canzone scelta tra i grandi brani della storia della canzone d’autore, esibendosi come ospite dei Coma Cose insieme ai Mamakass per suonare con la chitarra Il mio canto libero di Lucio Battisti.
Il suo ultimo concerto si è svolto all' Auditorium di Vizzolo Predabissi (MI) con l'apertura del cantautore milanese Roby Cantafio.
Muore nella sua casa di San Colombano al Lambro il 16 febbraio 2023 all'età di 80 anni dopo una lunga malattia.

## Musiche per la televisione
Con Stefano Previsti, Alberto Radius ha composto la musica della sigla e del sottofondo dei titoli del TG5 Prima Pagina, nonché quella della Macchina del tempo.

## Discografia

### Da solista
Album in studio
- 1972 – Radius (Numero Uno, ZSLN 55153)
- 1976 – Che cosa sei (CBS, 81476)
- 1977 – Carta straccia (CGD, 20008)
- 1979 – America Good-Bye (CGD, 20122)
- 1981 – Leggende (CGD, 20236)
- 1982 – Gente di Dublino (CGD, 20333)
- 1985 – Elena e il gatto (Panarecord, 33328)
- 1987 – Frammenti di Alberto Radius (antologia)
- 2004 – Please My Guitar (Idea, COM 151)
- 2013 – Banca d'Italia (Videoradio)VRCD 000835)
- 2015 – ...una sera con Lucio (Videoradio)
- 2017 – Antichi amori (PLAYaudio)

Singoli
- 1976 – Che cosa sei?/Il respiro di Laura (CBS, 4529)
- 1977 – Pensami/Nel ghetto (CGD, 10004[8])
- 1979 – Poliziotto/Coccodrilli bianchi (CGD, YD 538)

### Con i Formula 3
- Dies irae
- Formula 3
- Sognando e risognando
- La grande casa
- 1990
- King Kong
- Frammenti Rosa
- La casa dell'imperatore
- 25 anni di Lucio Battisti visti da noi
- La folle corsa

### Con Il Volo
- 1974 - Il Volo
- 1975 - Essere o non essere? Essere! Essere! Essere!

### Con i Cantautores
- 1988 – Cantautores
- 1989 – La terra siamo noi